# Julie London
Julie London, geboren als Gayle Peck (Santa Rosa 26 september 1926 – Los Angeles, 18 oktober 2000), was een Amerikaanse zangeres en actrice.

## Biografie
Gayle Pecks ouders waren vaudeville-artiesten. Toen ze 14 was, vestigde het gezin zich in Los Angeles. Kort daarna begon Gayle op te treden in films. Tijdens de Tweede Wereldoorlog werd ze een populaire pin-up bij de Amerikaanse soldaten.
In 1947 trouwde zij met acteur, regisseur en producer Jack Webb. Het paar kreeg twee dochters. Ze scheidden in 1954. Toen leerde ze jazzpianist Bobby Troup kennen, met wie ze in 1959 zou trouwen. Ze kregen een dochter en tweelingzonen. Ze bleven samen tot Troups dood in 1999.
Troup begeleidde haar bij haar eerste plaatopname, een sessie voor Bethlehem Records in 1955 waarin ze vier nummers inzong. Bobby Troup bezorgde haar een contract bij het pas opgerichte Liberty Records. De single "Cry Me A River" van 1955 was de eerste grote hit voor dat platenlabel. Julie zong het nummer in de film The Girl Can't Help It, met Jayne Mansfield in de hoofdrol. De song was geschreven door Arthur Hamilton, met wie ze nog samen op de highschool had gezeten.
Julie London had een lage, zwoele, rokerige stem, met een beperkt bereik en vooral geschikt voor blues en ballads; het soort songs dat in het Engels torch songs wordt genoemd. Ze zong als een crooner, dicht tegen de microfoon, wat een intiem en sensueel effect had. In totaal zou ze 32 albums uitbrengen op Liberty, haar laatste in 1969; soms met begeleiding van een uitgebreid orkest met strijkers, dan weer met een klein jazzcombo. Haar laatste opname was "My Funny Valentine" voor de soundtrack van de film Sharky's Machine uit 1981.
Andere bekende nummers van haar zijn "Meaning of the Blues", dat ze zong in de film The Great Man (1957); "Daddy" (een nummer van Bobby Troup); "My Heart Belongs To Daddy" van Cole Porter en Desafinado (Slightly out of Tune) van Antonio Carlos Jobim.
Julie London speelde in meer dan 20 films. Haar belangrijkste rol was in de western Man of the West uit 1958, waarin ze de vrouwelijke hoofdrol speelde. Ze speelde ook enkele gastrollen in tv-reeksen en vanaf 1972 speelde ze de rol van een verpleegster in de serie Emergency!; ook haar man Bobby Troup kreeg een rol in die serie, die geproduceerd werd door Julies ex-man Jack Webb.
Julie London was een zware rookster en in 1995 kreeg ze een beroerte. Haar gezondheid ging daarna sterk achteruit en ze overleed in 2000 in een ziekenhuis in Encino.
Ze kreeg een ster op de Hollywood Walk of Fame en sierde de cover van Life Magazine van 18 februari 1957.

## Albums van Julie London ("best of"-albums en compilaties uitgezonderd)

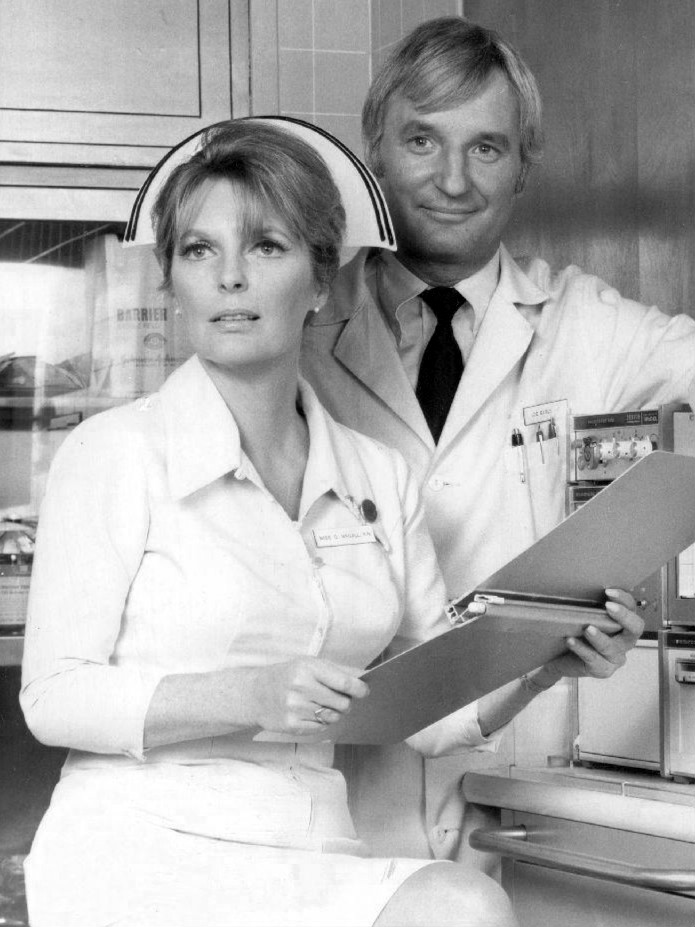
Julie London met haar tweede man Bobby Troup in de tv-serie Emergency! (1971)

- Julie Is Her Name (1955, met Barney Kessel (gitaar) en Ray Leatherwood (bas))
- Lonely Girl (1956, met Al Viola (gitaar))
- Calendar Girl (1956)
- About the Blues (1957, met het orkest van Russ Garcia)
- Make Love To Me (1957, met orkest onder leiding van Russ Garcia)
- Julie (1958, met het orkest van Jimmy Rowles)
- Julie Is Her Name – Vol. II (1958, met Howard Roberts (gitaar) en Red Mitchell (bas))
- London By Night (1958)
- London After Dark (1959)
- Swing Me An Old Song (1959)
- Your Number Please (1959, met orkest onder leiding van André Previn)
- Julie... At Home (1960. Opgenomen bij haar thuis, met orkest onder leiding van Jimmy Rowles)
- Around Midnight (1960)
- Send For Me (1961)
- Whatever Julie Wants (1961)
- Sophisticated Lady (1962)
- Love Letters (1962)
- Love On The Rocks (1962)
- Latin In A Satin Mood (1963)
- The End Of The World (1963)
- The Wonderful World of Julie London (1963)
- Julie London (1964)
- Julie London in Person at the Americana (1964)
- Our Fair Lady (1965)
- Feelin' Good (1965)
- By Myself (1965, een exclusieve LP voor de Columbia Record Club)
- All Through The Night (1965, een album met Cole Porter-songs en met het Bud Shank Quintet)
- For The Night People (1966)
- Nice Girls Don't Stay For Breakfast (1967)
- With Body And Soul (1967)
- Easy Does It (1968)
- Yummy Yummy Yummy (1969)

- Bibsys: 3089832
- Biblioteca Nacional de España: XX1490978
- Bibliothèque nationale de France: cb138967695 (data)
- Catàleg d'autoritats de noms i títols de Catalunya: 981060730366906706
- Gemeinsame Normdatei: 135280206
- International Standard Name Identifier: 0000 0000 6302 2670
- Library of Congress Control Number: n88100775
- Nationale Bibliotheek van Letland: 000071544
- MusicBrainz: e7ee5f13-baf5-4a87-b58b-f871c137d4f5
- Nationale Bibliotheek van Tsjechië: xx0177651
- Nationale bibliotheek van Australië: 35614134
- Nationale Bibliotheek van Israël: 987007410255305171
- Nationale Bibliotheek van Polen: a0000003402814
- Nederlandse Thesaurus van Auteursnamen: 070923671
- Réseau des bibliothèques de Suisse occidentale: 02-A008641875
- Istituto Centrale per il Catalogo Unico: LO1V325450
- SNAC: w6x108d7
- Système universitaire de documentation: 057781729
- Trove: 1015199
- Virtual International Authority File: 49408698
- WorldCat: E39PBJcwy97fVgYr3FyKdM7T73